# 宗帽二条
宗帽二条，是位于北京市西城区中部的一条胡同。现已无存。

## 简介
宗帽二条为东西走向，东到笔管胡同，西到复兴门南大街。全长160米，平均宽6米。明朝称“二条胡同”，因为在棕帽胡同以北，序列第二，故得名。清朝称“棕帽二条”，又称宗帽二条。1990年代末，将宗帽头条、宗帽二条、宗帽三条拆除，原址兴建天银大厦。